# هورست ساكس
هورست ساكس (بالألمانية: Horst Sachs)‏ (و. 1927 – 2016 م) هو رياضياتي، ومؤرخ الرياضيات من ألمانيا . ولد في ماغديبورغ .

## جوائز
حصل على جوائز منها:
- Euler Medal (2000).